# 牧尾ダム
牧尾ダム（まきおダム）は、木曽川水系王滝川に建設されたダムである。独立行政法人水資源機構が管理する。利水（かんがい、水道用水、工業用水）及び発電を目的としたダムであり、洪水調節機能は持たない。

## 概要
牧尾ダムは、木曽川支流の王滝川を横断する形で築造されたダムである。形式は中央土質遮水壁型ロックフィルダム。ダムの堤高（基礎岩盤からの高さ）は104.5メートル、堤頂長（頂上部長さ）は260.0メートル、堤体積（堤体の体積）は261万6,000立方メートル。
1961年（昭和36年）に完成して以来、愛知用水の水源として、また中京圏の水がめとして、かんがい用水・水道用水・工業用水を供給している。これにより尾張丘陵や知多半島は長年の悲願であった安定した水供給が実現した。
王滝川の発電用水利権を持つ関西電力は、三尾発電所（みおはつでんしょ、37,000 kW）にて牧尾ダムを上池、木曽ダムを下池とした揚水発電を行っている。
ダム湖は付近にそびえる御嶽山（おんたけさん）にちなみ「御岳湖」（おんたけこ）と命名された。周辺には温泉やスキー場があり、多くの観光客が訪れる。また、御岳百草丸もこの近辺で作られている。

## 建設にかかる背景
古来より渇水に悩まされていた尾張丘陵・知多半島にとって、かんがい用水のいち早い確保が求められていた。さらに戦後、名古屋市を中心とした中京圏では人口が急増。また、中京工業地帯の拡大により上水道や工業用水の需要が急速に高まっていた。
こうした背景により、尾張北部・知多方面に木曽川を水源とした用水の供給を図るべく、愛知用水計画が持ち上がった。愛知用水公団（現・独立行政法人水資源機構）は、水源として旧木曽福島町付近で木曽川に合流する王滝川にダムを建設し、木曽川中流部の兼山ダム地点にて取水、幹線水路によって知多半島南端まで結ぶことを計画した。その一環として、1957年（昭和32年）、牧尾ダム建設工事は着工され、世界銀行による資金援助も受けながら4年の歳月をかけ、1961年（昭和36年）に完成した。

## 渇水問題
牧尾ダムは、しばしば渇水による貯水率の減少に悩まされている。これを受け第2・第3の水源として阿木川ダム（阿木川）・味噌川ダム（木曽川）が建設されたが、1994年（平成6年）には知多半島で1日19時間の断水が十数日間続くという記録的な大渇水に見舞われ、トヨタ自動車の自動車関連工場等が操業時間短縮を余儀なくされた。

## 長野県西部地震による影響
1984年（昭和59年）、長野県西部地震が牧尾ダムを直撃した。ダム堤体は、法面の崩壊や異常漏水は認められず、致命的な被災はなかったものの、ダム天端舗装と上下流法肩のはく離及び沈下、また、流入部左岸護岸の一部等にひずみが生じた。ゲート類は点検の結果正常に稼動することが確認できた。
また、直上流部の松越地区や濁川温泉で大規模な崖崩れや土石流が発生し、大量の土砂が御岳湖へ流入。一気に堆砂が進行する事態となった。堆砂除去工事は、４期９ヵ年にわたって施工された。除去の時期は、夏期期間と冬期間に分けて行われた。夏期施工は、８月７日～10月14日の39日間、牧尾ダムの貯水位が減少するときに高位部の堆砂を除去する。冬期期間は２月１日～４月14日の落水期間等を利用して低位部の堆砂を除去した。
水資源機構は御岳湖を掘削して堆砂除去と有効貯水容量を確保する「牧尾ダム再開発事業」を計画。現在、事業を進めている。